# U Trojice
U Trojice – przełęcz w północno-zachodnich Czechach, w Sudetach Środkowych, w Górach Kamiennych, w paśmie Gór Suchych (cz. Javoří hory).
Wyraźna przełęcz położona w Sudetach Środkowych, w Górach Kamiennych, we wschodniej części pasma Gór Suchych, w bocznym grzbieciku, odchodzącym ku południowemu zachodowi od Leszczyńca, przechodzącym przez Červenu horu, Bobří vrch i zakończonym wzniesieniem Dlouhý vrch. Oddziela masyw Červená hora od masywu Bobří vrch.

## Turystyka
Przez przełęcz prowadzi szlak turystyczny:
- żółty – szlak prowadzący z miejscowości Rožmitál przez Janovičky na Przełęcz pod Czarnochem